# أوغست كووالتشيك
أوغست كووالتشيك (بالبولندية: August Kowalczyk)‏ هو مخرج وممثل بولندي، ولد في 15 أغسطس 1921 في بولندا، وتوفي بنفس المكان في 29 يوليو 2012 بسبب سرطان. من الجوائز التي نالها Medal of the 10th Anniversary of People's Poland ‏ وMedal of the 30th Anniversary of People's Poland ‏.

## جوائز
- Medal of the 10th Anniversary of People's Poland [الإنجليزية]‏
- Medal of the 30th Anniversary of People's Poland [الإنجليزية]‏

## وصلات خارجية
- أوغست كووالتشيك على موقع IMDb (الإنجليزية)
- أوغست كووالتشيك على موقع قاعدة بيانات الأفلام السويدية (السويدية)
- أوغست كووالتشيك على موقع قاعدة بيانات الفيلم (الإنجليزية)